# Spontex
Cet article possède un paronyme, voir Mao-spontex.

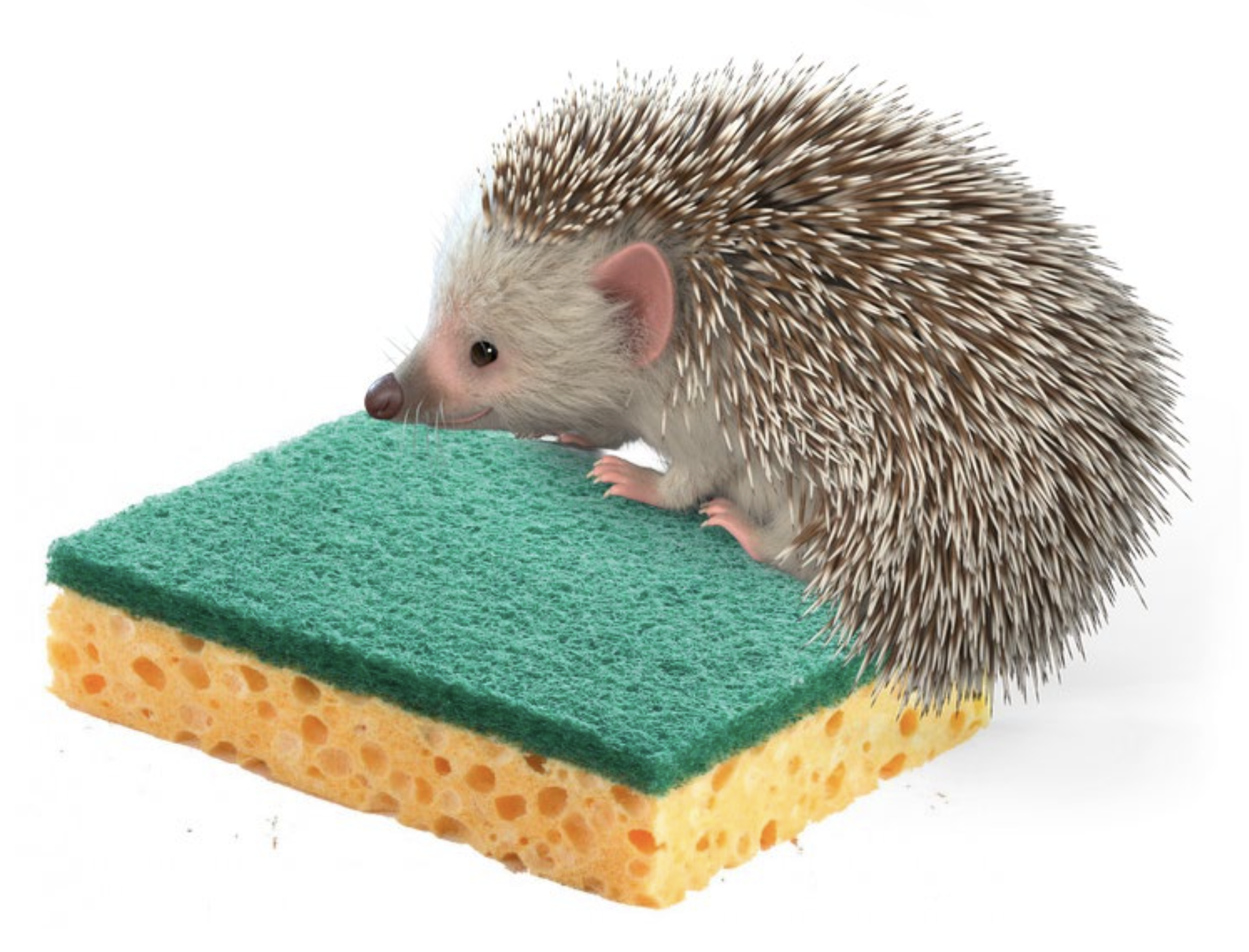
Mascotte Spontex.

Spontex est une entreprise française fondée en 1932 à Beauvais, dans l'Oise, en région Hauts-de-France, spécialisée dans la fabrication de produits cellulosiques.

## Historique
- 1932 : création de l'éponge de marque « Spontex » fabriquée à base de cellulose à Beauvais par la « société de la viscose française »[1],[2].
- 1937 : après 5 ans en tant qu'atelier pilote, Spontex prend une dimension industrielle dans la fabrication d'éponges.
- 1946 : l'entreprise Vitor, filiale de Spontex, crée la marque antimites Vitomit.
- 1947-1979 : le nom de l'entreprise est « Novacel » (« nouvelle application cellulosique »)[1].
- 1980 : l'entreprise est renommée « Spontex SA »[1].
- 1989 : Spontex rejoint le groupe Hutchinson, filiale de Total[1].
- 1997 : rapprochement des entreprises Mapa et Spontex qui devient Mapa-Spontex[1].
- 1999 : naissance d’Ernie le hérisson, le héros de la publicité Spontex.
- 2007 : Spontex compte 350 employés, est présent dans 85 pays et est no 1 mondial des produits cellulosiques.
- 2009 :
  - Janvier : Mapa et Spontex sont retirées du giron d'Hutchinson, filiale de Total.
  - 16 décembre : Mapa et Spontex sont vendues par Total au groupe américain Jarden, spécialiste des produits pour la maison pour 344 millions d'euros[1].

## Origine du nom
Le mot Spontex est un mot-valise, rapprochant Sponge et Textile,.

## Marques
Spontex est spécialiste des éponges grattantes et non grattantes, des lavettes, des serpillères, des chiffons et de la brosserie.
- Origine Coco, texture grattante - enrichie de fibres naturelles de coco (jusqu'en 2007)
- Diabolik (depuis 2001)
- Gratounett (depuis 1984)
- Spontex, première éponge cellulosique (depuis 1932)
- Swing (depuis 1998)

## Accidents industriels
L'usine connaît un arrêt de production fin août 2019, à la suite d'épisodes de déversements chimique, début août 2019, dans le rû Saint-Nicolas à Beauvais. L'activité de Spontex reprend mi-septembre 2019 et son directeur est remplacé.